# Clément Carisey
Clément Carisey (Échirolles, 23 de marzo de 1992) es un ciclista francés que fue profesional entre 2019 y 2022. Puso fin a su carrera en 2023 tras competir un año como amateur en el que logró diez victorias.

## Palmarés
2021
- 1 etapa del Tour Poitou-Charentes en Nueva Aquitania

2023
- 1 etapa del Alpes Isère Tour

## Equipos
- Israel Cycling Academy (stagiaire) (08.2018-12.2018)
- Israel Cycling Academy[3] (2019)
- Team Delko[4] (2021)
- Go Sport-Roubaix Lille Métropole (2022)